# Pteropus melanopogon
Pteropus melanopogon — вид рукокрилих, родини Криланових.

## Опис
Великий вид, з довжиною передпліччя між 196 і 207 мм і вагою до 900 г. Шерсть дуже коротка. Спинні частини чорнуваті, голова, шия та плечі коричневі, в той час як черевні частини жовто-бурі. Підборіддя і горло чорнуваті. Рило довге і тонке, очі великі. Вуха відносно короткі й закруглені. Крилові мембрани кріпляться на спині дуже близько один до одного. Хвоста не має.

## Поширення, поведінка
Країни поширення: Індонезія — центральні Молукські (Амбон, Серам, Буру) і прилеглі до них дрібні острови. Він також присутній на островах Kai, Ару і Танібар — Східний Тимор. Зустрічається в низинних тропічних лісах. 

## Загрози та охорона
Цей вид знаходиться під загрозою полювання і втрати місць проживання через вирубку і сільське господарство. Вид занесений до Додатка II СІТЕС, і, можливо, живе в охоронних районах.